# Werner Hösl
Werner Hösl (* 28. März 1947; † 13. September 2024) war ein deutscher Fußballspieler.

## Karriere
Hösl, er war aus der KSC-Jugend in die Amateurmannschaft gekommen, mit der er in der Saison 1966/67 in der 1. Amateurliga Nordbaden unter Trainer Bernhard Termath an der Seite von Mitspielern wie Herbert Layh, David Scheu und Heinz Schrodt die Vizemeisterschaft erreicht hatte, wurde zur Saison 1967/68 in den Bundesligakader des Karlsruher SC übernommen. Die Elf aus dem Wildparkstadion ging mit Trainer Paul Frantz in die Runde, ersetzte den Mann aus Straßburg ab dem 25. Oktober 1967 bereits durch Georg Gawliczek und beendete die Runde ab dem 10. Februar 1968 mit dem vormaligen Amateurtrainer Termath. Als der KSC bereits keine Chance mehr hatte den Abstieg abzuwenden, setzte Ex-Nationalspieler Termath das Talent aus den eigenen Reihen in den letzten zehn Saisonspielen ein. Hösl, ein Mittelfeldspieler mit einem starken linken Fuß und Abwehrqualitäten, debütierte am 25. Spieltag, den 9. März 1968, bei einem 5:1-Heimerfolg gegen Borussia Neunkirchen in der Bundesliga. Mit dem KSC verabschiedete er sich am 25. Mai mit seinem zehnten BL-Einsatz, beim 1:1-Remis auf dem Betzenberg gegen den 1. FC Kaiserslautern, auf dem 18. Platz rangierend, aus der Bundesliga.
In der Folgesaison lief er für den KSC in der Fußball-Regionalliga Süd in 14 Ligaspielen auf und gewann unter dem neuen Trainer Kurt Baluses die Meisterschaft der Saison 1968/69. In der Aufstiegsrunde stand Hösl viermal auf dem Platz, scheiterte aber an Rot-Weiss Essen und dem VfL Osnabrück. Hösl wechselte zur Runde 1969/70 zum Aufsteiger in die Fußball-Regionalliga Südwest, dem ASV Landau, wo Ex-KSC-Oberligasüdspieler Heinz Ruppenstein als Trainer tätig war. Hösl debütierte am 10. August 1969, dem ersten Spieltag, mit einem 2:1-Heimerfolg gegen Borussia Neunkirchen in der Regionalliga Südwest. Am Rundenende hatte er 30 Ligaspiele absolviert und zwei Tore erzielt; der Aufsteiger rangierte auf dem siebten Rang.
Bis zur letzten Saison der alten zweitklassigen Regionalliga, 1973/74, war Werner Hösl durchgängig ein Leistungsträger beim ASV Landau. Er absolvierte von 1969 bis 1974 in Landau 141 Regionalligaspiele und erzielte zehn Tore. Mit Peter Wallenwein, Hans Ripp, Gottfried Hertweck, David Scheu und Horst Wild waren noch weitere ehemalige Akteure des Karlsruher SC in Landau am Ball. Mit dem 9. Rang in der Saison 1973/74 schafften Hösl und Kollegen nicht die Nominierung zu der ab 1974/75 neu eingeführten 2. Fußball-Bundesliga und der ASV trat somit in der Amateurliga Südwest an. Mit Libero Hösl gewann die Verbandsauswahl Südwest im Jahr 1975 in Meppen gegen Nordbaden den Länderpokal.
In späteren Jahren war Hösl als Spielertrainer und Trainer im Amateurbereich tätig, unter anderem beim SV Kuppenheim und Phönix Durmersheim.